# Cargolia muscosa
Cargolia muscosa là một loài bướm đêm trong họ Geometridae.